# سادة الليل
سادة الليل (بالإنجليزية: Lords of the Night)‏ في الأساطير الأمريكية الوسطى، هم عبارة عن مجموعة من تسعة آلهة يحكم كل واحد منهم الليلة التاسعة في كل مرة ما يشكل الدورة التقويمية. كان كل سيد مختص بقوة مصيرية معينة، سيئة أو جيدة، كانت سمة لليلة التي يحكمها أحدهم. سادة الليل معروفون في كل من تقويم الأزتيك والمايا، مع مفارقة وهي أنَّ الأسماء المحددة لسادة الليل عند المايا غير معروفة. يُشار إلى سادة الليل في مخطوطات الأزتيك بتصنيف حرفي رقمي وهو عبارة عن سلسلة تبدأ من G1 إلى G9.
تم اكتشاف وجود دورة 9 ليال في تقاويم أمريكا الوسطى لأول مرة في عام 1904 من قبل إدوارد سيلر. جادل سيلر بأن السادة التسعة كل منهم يتوافق مع أحد المستويات التسعة من العالم السفلي وحكموا الساعة المقابلة من الليل، لم يتم قبول هذه الحجة بشكل عام، حيث تشير الأدلة إلى أن رب ليلة معينة حكم طوال الليل. وجادلت زليا نوتال بأن التسعة، سادة الليل، مثلوا الأقمار التسعة للسنة القمرية.

## أسماء سادة الليل

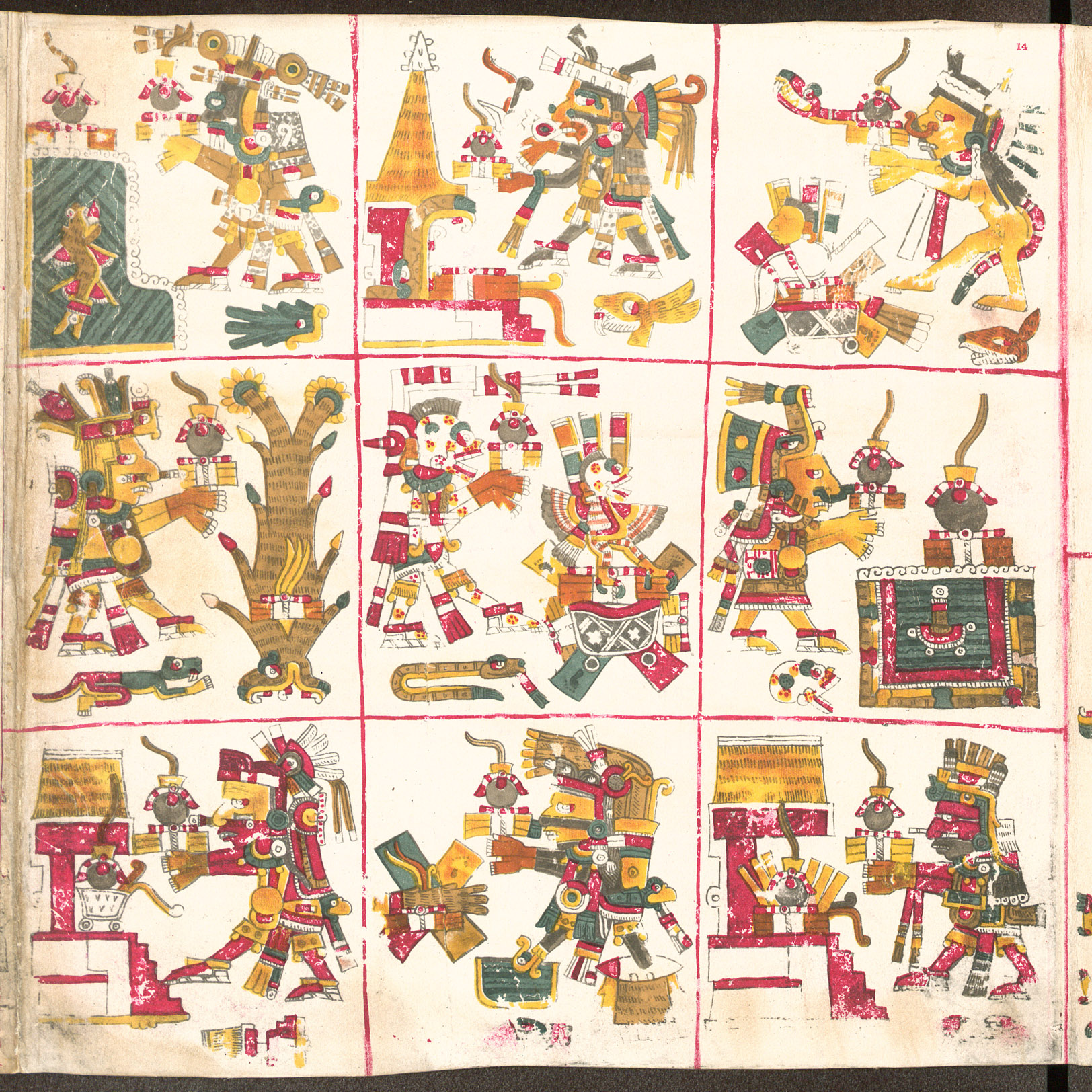
سادة الليل

سادة الليل التسعة في أساطير الأزتك هم:
- زيوتيكوهتلي: رب النور والحياة
- تيزكاتليبوكا: رب المرآة المدخنة
- بيلتزينتيكوهلي: شمس الشباب
- سنتيوتل: ذرة الإله
- أكولمزتلي: إله العالم السفلي
- شالشيوت ليكيو: ربة البحيرات والينابيع
- تلازولتوتل: هو إله الرذيلة
- تيبيولوتل: قلب الجبل
- تلالوك: إله المطر